# Scott Downs
Pour les articles homonymes, voir Downs.
Scott Jeremy Downs (né le 17 mars 1976 à Louisville, Kentucky, États-Unis), est un lanceur de relève gaucher qui a joué en Ligue majeure de baseball entre 2000 et 2014.

## Carrière

### Cubs de Chicago
Scott Downs est drafté le 2 juin 1994 par les Braves d'Atlanta mais il repousse l'offre afin de poursuivre ses études à l'Université du Kentucky où il joue pour les Kentucky Wildcats.
Il rejoint les rangs professionnels à l'issue de la draft du 3 juin 1997 au cours de laquelle il est sélectionné au troisième tour par les Cubs de Chicago.
Encore joueur de Ligues mineures, Downs est transféré le 3 novembre 1998 aux Twins du Minnesota à l'occasion d'un échange impliquant plusieurs joueurs. Il est retour chez les Cubs le 21 mai 1999 à la suite d'un nouvel échange de plusieurs joueurs et débute en Ligue majeure sous les couleurs de Chicago le 9 avril 2000.

### Expos de Montréal
Downs est échangé aux Expos de Montréal contre Rondell White le 31 juillet 2000.

### Blue Jays de Toronto

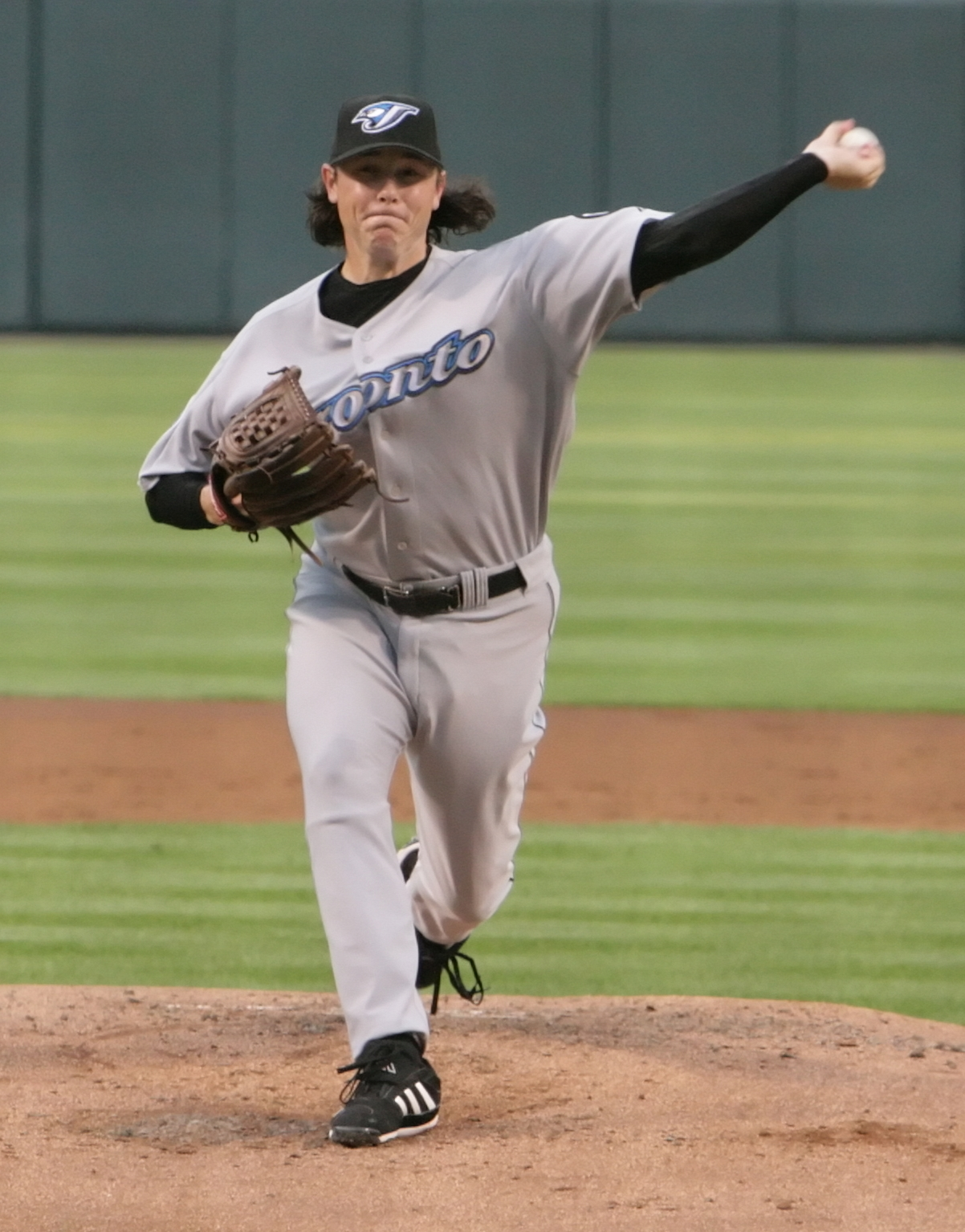
Downs lance pour les Blue Jays de 2004 à 2010.

Libéré de son contrat le 29 novembre 2004, il signe comme agent libre chez les Blue Jays de Toronto le 16 décembre 2004.
Lanceur partant jusqu'en 2005, Downs devient ensuite lanceur de relève. En 2007, il est le releveur de la Ligue américaine jouant le plus de matchs, soit 81. Il présente alors une superbe moyenne de points mérités de 2,17 en 58 manches au monticule.
Le 18 janvier 2008, Downs prolonge son contrat chez les Blue Jays en s'egageant pour trois saisons supplémentaires contre dix millions de dollars. Il poursuit son excellent travail à Toronto : en 2008, sa moyenne de points mérités n'est que 1,78 en 66 parties et 70 manches et deux tiers lancées. Il enregistre de plus cinq sauvetages. Utilisé de temps à autre comme stoppeur en 2009, il réussit neuf sauvetages. Il termine l'année avec une moyenne de 3,09. Il abaisse cette moyenne à 2,64 en 67 sorties et 61,1 manches lancées au cours de la saison 2010.
Au cours des quatre dernières saisons passées à Toronto (2007 à 2010), il a affiché la cinquième meilleure moyenne de points mérités parmi les lanceurs de relève de la Ligue américaine, et la meilleure parmi les releveurs gauchers.

### Angels de Los Angeles
Devenu agent libre après sa septième année chez les Jays, Downs signe le 10 décembre 2010 une entente de trois saisons avec les Angels de Los Angeles d'Anaheim.  
Downs lance en Californie avec l'efficacité qu'on lui connaissait à Toronto. Envoyé au monticule à 60 reprises par les Angels en 2011, il présente une microscopique moyenne de points mérités de 1,34 en 53 manches et deux tiers lancées.

### Braves d'Atlanta
Les Angels échangent Downs aux Braves d'Atlanta le 29 juillet 2013 contre le lanceur droitier Cory Rasmus. Il totalise 14 manches lancées en 25 matchs pour Atlanta, avec deux victoires, une défaite et une moyenne de 3,86. Ses performances ne convainquent toutefois pas les Braves, qui ne l'ajoutent pas à leur effectif pour les éliminatoires. En 68 parties et 43 manches et un tiers lancées au total pour les Angels et les Braves en 2013, Downs remporte 4 victoires contre 4 défaites avec une moyenne de points mérités de 2,49. C'est sa meilleure moyenne depuis la saison 2007 à Toronto.

### White Sox de Chicago
Le 2 janvier 2014, Downs signe un contrat d'un an avec les White Sox de Chicago. Il est libéré en juillet suivant alors que sa moyenne de points mérités se chiffre à 6,08 en 23 manches et deux tiers lancées, avec deux défaites en 38 sorties.

### Royals de Kansas City
Récupéré par les Royals de Kansas City après son départ des White Sox, Downs maintient, malgré deux nouvelles défaites, une moyenne de 3,14 en 14 manches et deux tiers lancées lors de 17 sorties pour sa nouvelle équipe. Ceci lui permet d'abaisser sa moyenne de points mérités à 4,97 pour la saison 2014, où il lance 38 manches au total en 55 matchs pour Chicago et Kansas City, avec 4 défaites à sa fiche mais aucune victoire, et un sauvetage réussi pour les Sox.

### Indians de Cleveland
Le 20 décembre 2014, Downs signe un contrat des ligues mineures avec les Indians de Cleveland. Il est libéré le 30 mars 2015, dans les derniers jours de l'entraînement de printemps.